# Повест за два града
Повест за два града (на английски: A Tale of Two Cities) (1859) е роман на Чарлз Дикенс, чието действие се развива в Лондон и Париж преди и по време на Френската революция. Романът описва тежкото положение на френското селячество, деморализирано от френската аристокрация в годините, довели до революцията, съответстващата бруталност, демонстрирана от революционерите спрямо бившите аристократи в ранните години на революцията, както и множество неласкателни социални паралели с живота в Лондон по същото време. Той проследява живота на няколко души по време на тези събития. Повест за два града е бил публикуван на седмични части от април 1859 до ноември 1859 в новото периодично списание на Дикенс, озаглавено През цялата година. С изключение на три, всички останали творби на Дикенс са издавани на месечни части. С продадени повече от 200 млн. екземпляра, Повест за два града е най-продаваният роман в историята.

## Резюме

### Книга първа: Възвърнат към живот
Книга първа прави ранна препратка към изтезанията и екзекуцията на Chevalier de La Barre в Абвил, Франция през 1766.
Известното първо изречение на Дикенс въвежда универсалния подход на книгата, Френската революция и драмата, изобразена в рамките на:
 "Това беше най-хубавото време, това беше най-лошото време, това беше векът на мъдростта, това беше векът на глупостта, епоха на вяра, епоха на безверие, години на светлина, години на мрак, пролетта на надеждата и зимата на отчаянието; всичко беше пред нас, пред нас нямаше нищо, всички вървяхме право към небето, всички вървяхме право в обратната посока – казано с две думи, периодът толкова много приличаше на сегашния, чо някои от най-разпалените специалисти настояват, че той трябва да се описва само с превъзходна степен на сравнение – и в положителния, и в отрицателния смисъл.
През 1775, един мъж дава знак за спиране на пощенската кола по нейния маршрут от Лондон до Дувър. Мъжът е Джери Крънчър, служител на банка Телсън в Лондон; той носи съобщение за Джарвис Лори, пътник в колата и един от управителите на банката. Г-н Лори изпраща Джери обратно да предаде загадъчния му отговор в банката: „Възвърнат към живот.“ Посланието се отнася до Александър Манет, френски лекар, който е бил освободен от Бастилията след 18-годишно лишаване от свобода. След като пристига в Дувър, г-н Лори се среща с дъщерята на д-р Манет Луси и с гувернантката ѝ, Мис Прос. Луси е вярвала, че баща ѝ е мъртъв и припада при новината, че той е жив Lucie; Г-н Лори я отвежда във Франция, за да се събере отново с него.
В парижкото предградие Сен Антоан, д-р Манет е бил настанен от Ернест и Терез Дефарж, собственици на винопродавница. Г-н Лори и Луси го откриват в малка таванска стая, където той прекарва голяма част от времето си, правейки обувки – умение придобито в затвора, което използва, за да отвлече внимание от мислите си, и което се е превърнало в мания за него. Първоначално той не разпознава Луси, но в крайна сметка вижда приликата с майка ѝ през нейните сини очи и дълги руси коси, кичур, от които се намира в ръкава му, по времето прекарано в затвора mother. Г-н Лори и Луси го отвеждат обратно в Англия.

### Книга втора: Златната нишка
През 1780, френският емигрант Чарлз Дарней е подсъдим за държавна измяна срещу британската корона. Ключовите свидетели срещу него са двама британски шпинои, Джон Барсад и Роджър Клай, че е предал информация за британските войски в Северна Америка на франзуците. Барсад заявява, че може да разпознае Дарней където и да било и в този момент, защитника на Дарней, Страйвър, насочва вниманието към Сидни Картън, адвокат, присъстващ в залата, който прилича много на него. След като показанията на Барсад са дискредитирани, Дарней е оправдан.
В Париж, презреният маркиз Сен Евремонд се носи в каретата си, управлявана безразсъдно бързо през претъпканите улици, когато удрят и убиват детето на един селянин – Гаспар. Маркизът хвърля монета на Гаспар, за да го компенсира за загубата му, а Дефарж го утешава, след като е наблюдавал инцидента. След като каретата потегля, монетата е хвърлена обратно вътре от незнайна ръка, което изкарва маркиза извън кожата му.
Пристигайки в своя замък, маркизът се среща със своя племенник и наследник, Дарней. (Отвратен от своето семейство, Дарней променя истинската си фамилия и приема английската версия на моминското име на майка си, Д'Орне (D'Aulnais).) Следващата сцена показва размислите на маркиза:
„Подтисничеството е единствената трайна философия. Мрачната почит на страха и робското чувство, приятелю – забеляза маркизът, – ще карат кучетата да се подчиняват на камшика, докато този покрив – той погледна нагоре – се крепи над главите ни.“
Тази нощ, Гаспар, който е последвал маркиза до неговия замък, яздейки от долната страна на павираната пътека, намушква и убива маркиза в съня му. Той оставя бележка на ножа, казвайки: „Откарайте го скоро в гроба му. Това е от Жак.“ След почти година преследване, той е заловен и обесен над селския кладенец.
В Лондон, Дарней получава съгласието на д-р Манет да се ожени за Луси; но Картън също признава любовта си към нея. Знаейки, че любовта им не е взаимна, Картън обещава да „прегърна всяка жертва за вас и за тези, които ви са скъпи“. Страйвър, адвокатът, който защитаваше Дарней, и с който Картън има работни взаимоотношения, смята да предложи брак на Луси, но г-н Лори го разубеждава.
На сутринта в деня на светбата, Дарней разкрива истинското си име и семейно потекло на д-р Манет, подробност, която е бил помолен да запази в тайна до този ден. В резултат на това, д-р Манет се връща към манията за правене на обувки, след като двойката заминава на меден месец. Той се връща към здравия разум преди тяхното завръщане и целият инцидент е запазен в тайна от Луси. Г-н Лори и г-ца Прос разрушават тезгяха и обущарските инструменти, които д-р Манет си е донесъл от Париж.
С течение на времето в Англия, Луси и Чарлс започват да увеличават семейството със син (който умира като дете) и дъщеря, малката Луси. Г-н Лори намира втори дом и нещо като семейство със сем. Дарней. Страйвър се оженва за богата вдовица с три деца и става още по-непоносим, когато неговите амбиции се реализират. Картън, въпреки че рядко ги посещава, е приеман като близък приятел на семейството и става любимец на малката Луси.
През юли 1789, двамата Дефарж водят превземането на Бастилията, символ на кралската тирания. Дефарж влиза в бившата килия на д-р Манет, „Сто и пет, Северната кула“,, и я претърсва старателно. Представителите на аристокрацията са измъкнати от домовете им и публично екзекутирани, а замъкът на Сен Евремонд е изгорен до основи.
През 1792, г-н Лори решава да пътува до Париж, за да вземе важни документи от клона на банка Телсън в града и да ги донесе на съхранение от хаоса на Френската революция в Лондон. Дарней прихваща писмо, написано от Габел, един от прислужниците на чичо му, затворен от революционерите, молеща маркиза да помогне за неговото освобождаване. Без да казва на семейството си, нито да разкрива позицията си на нов маркиз, Дарней потегля за Париж.

### Книга трета: Следата на бурята
Малко след като пристига в Париж, Дарней е изобличен като емигрилал от Франция аристократ и затворен в затвора „Ла Форс“. Д-р Манет, Луси, малката Луси, Джери и мис Прос пътуват до Париж, за да се срещнаст с г-н Лори, за да се опитат да освободят Дарней. Година и три месеца минават преди началото на делото на Дарней.
Д-р Манет, разглеждан като герой, заради затворническия му престой в Бастилията, свидетелства на делото в полза на Дарней. Дарней е освободен, само за да бъде арестуван по-късно същия ден. Нов съдебен процес започва на следващия ден по нови обвинения, предявени от сем. Деварж и трето лице, което скоро е разкрито, че е д-р Манет. Той е написал разказ за лишаването му от свобода от ръцете на бащата на Дарней и го е скрил в килията си; Дефарж го намира докато претърсва килията по време на щурма на Бастилията.
Докато изпълняваше поръченията на Джери, мис Прос бе поразена да види отдавна загубения си брат Соломон, но той не искаше да бъде разпознат публично. Картън изведнъж излиза от сянката и идентифицира Соломон като Барсад, един от шпионите, които са се опитали да обвинят несправедливо Дарней в държавна измяна на делото от 1780. Джери си спомня, че е виждал Соломон с Клай, другият ключов свидетел на процеса, и че Клай е инсценирал смъртта си, за да напусне Англия. Заплашвайки да го предаде на революционния трибунал като британец, Картън го изнудва да помогне с плана.
Пред съда, Дефарж идентифицира Дарней като племенник на мъртвия маркиз Сен Евремонд и прочита писмото на д-р Манет. Дефарж е научил потеклото на Дарней от Соломон, по време на посещенията на последния във винопродавницата, няколко години по-рано. Писмото описва затварянето на д-р Манет с намесата на бащата и чичото на Дарней, заради опита му да докладва техните престъпления срещу едно селско семейство. Чичото на Дарней и бил заслепен от едно момиче, което отвлича и изнасилва; въпреки опитите на д-р Манет да я спаси, тя умира. Чичото убива нейния съпруг, карайки го да работи до смърт, а нейният баща умира от сърдечен удар, след като научава какво се е случило. Преди да умре, защитавайки семейната чест, братът на изнасиленото селско момиче, скрива последният член на семейството, неговата по-млада сестра. Братята Евремонд затварят д-р Манет, след като той отказва тяхното предложение за подкуп, за да пази мълчание. Той завършва писмото си осъждайки братята Евремонд, „тях и техните потомци, до последния от племето им.“ Д-р Манет е ужасен, но не му е позволено да оттегли изявлението си. Дарней е изпратен в Консиержери, затворен и осъден на смърт на гилотината на следващия ден.
Картън се мотае във винопродавницата на сем. Дефарж, където дочува г-жа Дефарж да говори за плановете си да осъди Луси и малката Луси. Картън открива, че г-жа Дефарж е оживялата сестра на селското семейство, погубено от сем. Евремонд. Вечерта, когато д-р Манет се връща, разбит след като цял ден е правил напразни опити да спаси живота на Дарней, той попада в лапите на обсесивната си мания и започва да търси обущарските си инструменти. Картън настойчиво настоява Лори да напусне Париж, заедно с Луси, баща ѝ, малката Луси, молейки ги да тръгнат възможно най-бързо, като се присъединява към тях в каретата.
Малко преди екзекуцията да започне, Соломон принуждава Картън да влезе в затвора при Дарней. Двамата мъже сменят дрехите си, Картън дава упойващи на Дарней и Соломон го извежда. Картън решава да бъде екзекутиран на негово място и му дава собствените си лични документи на г-н Лори, да ги представя от името на Дарней. Следвайки по-раншните инструкции на Картън, семейството и д-р Лори напускат Англия заедно с изпадналия в безсъзнание Дарней.
Междувременно, г-жа Дефарж, въоръжена с кама и револвер, отива в къщата, където са отседнали сем. Манет, надявайки се да задържи Луси и малката Луси и да ги предаде за екзекутирани. Въпреки това, семейството вече е заминало, а мис Прос остава, за да забави г-жа Дефарж. Докато двете жени се борят, револвера на г-жа Дефарж стреля и я убива, и става причина мис Прос да загуби завинаги служа си от шума и шока.
Романът завършва с гилотинирането на Картън. Докато той чака да се качи на двуколката, до него се доближава една шивачка, също осъдена на смърт, която го обърква с Дарней (с когото е била затворена преди това), но осъзнава истината, когато го вижда отблизо. Възхитена от безкористния му кураж и саможертва, тя го моли да остане близо на него и той се съгласява. При пристигането им на гилотината, Картън я утешава, казвайки ѝ, че техният край ще бъде бърз, и че няма време или грижи "в по-добрата земя, където ... [те] ще бъдат милостиво приютени", и тя е в състояние да посрещне съмъртта си в мир. Неизречените последни мисли на Картън са пророчески:
Виждам Барсад и Клай, Дефарж, Отмъщението, заседателите, съдията, дългите редици нови подтисници, които се издигнаха, за да разрушат старото, и загинаха от същия инструмент за наказание, преди той да престане да се използва за тези цели. Виждам един красив град и блестящи хора, които се издигат от тази бездна, и в техните борби за истинска свобода, в техните победи и поражения след много, много години аз виждам как злото на това време и на предишното време, на което то е естествена рожба, се изкупва и отшумява.

Виждам живота на онези, за които жертвувах своя: спокоен, полезен, щастлив и доволен, в онази Англия, която няма никога повече да видя. Виждам Нея с дете на гърдите, което носи името ми. Виждам баща ѝ, остарял и приведен, но оздравял и верен на всички хора в благородната си професия на лечител. Той е намерил покой. Виждам добрия стар човек, толкова години техен приятел, който след десет години ги възнаграждава с всичко, което има, и спокойно преминава към вечната си награда.

Виждам, че в сърцата си имат свещено кътче за мене, те и техните потомци, и поколенията след тях. Виждам я като стара жена, която плаче за мене на годишнината на този ден. Виждам Нея и нейния съпруг как лежат един до друг на последното си земно ложе и зная, че в душите си и двамата ме почитат не по-малко, отколкото се уважават един друг.

Виждам това дете, което лежеше на гърдите ѝ и което носеше името ми, да става мъж и да напредва по пътя, който едно време беше и мой. Виждам как той напредва толкова добре, че и моето име става известно чрез неговото. Виждам, че петната, които аз хвърлих вър ху него, са избледнели. Виждам го, пръв сред справедливи съдии и уважавани люде, с едно момче, което носи моето име и има чело и златиста коса, които познавам. Те са дошли на това място – тогава то е станало красиво и няма и следа от днешната грозота. Чувам го как разказва на детето моята история с нежен и пресекващ глас.

Това е най-най-хубавото нещо, което съм извършил. Това е най-блаженият покой, който някога съм намирал.

## Теми

### Възкресение
Най-общо казано, Сидни Картън е възкръснал като дух в края на романа (дори когато той, парадоксално, дава своя физически живот, за да спаси този на Дарней – също както Христос умрира, заради греховете на хората.) По-конкретно, „Книга първа“ се занимава с повторното раждане на д-р Манет от живата смърт на неговия затвор.
Възкресението се появява за пръв път, когато г-н Лори отговаря на съобщението, доставено от Джери Крънчър с думите „Възвърнат към живот“. Възкресението се появява също по време на пътуването на г-н Лори с пощенска кола до Дувър, когато той постоянно размишлява върху хипотетичния разговор с д-р Манет: („Погребан от колко време?“ „Почти осемнадесет години.“ ... „Знаете ли, че сте възвърнат към живот?“ „Те ми казват така.“) Той вярва, че помага със „съживяването“ на д-р Манет и си представя, че той самия го изравя от гроба.
Джери е и част от повтарящата се тема: той самият е въвлечен в смърт и възкресение по начин непознат дотогава за читателя. Първата част от предзнаменованието идва от неговата забележка към самия него: „Тежко ти и горко, Джери, ако възвръщането към живот вземе да стане на мода!“ Черният хумор на това изявление става очевидно доста по-късно. Пет години по-късно, една облачна и тъмна нощ Five (през юни 1780), г-н Лори събужда отново интереса на читателя в мистериозното като казва, че на Джери „Ама че нощ беше това, а, Джери! Още малко и сигурно мъртвите щяха да наизскочат от гробовете си.“. Джери отвръща твърдо, че никога не е виждал нощ като тази.
В най-широк смисъл, в края на романа, Дикенс предвижда възкръсналия стар обществен ред във Франция, издигащ се от пепелта на стария.

### Мрак и светлина
Както е доста срещано, в английската литуратура, доброто и злото са символзирани от светлината и мракът. Люси Манет е светлината, както е представена буквално с името си; а г-жа Дефарж е мракът. Мракът представлява несигурност, страх и опасност. Тъмно е когато г-н Лори пътува към Дувър; тъмно е в затворите; тъмни сенки следват г-жа Дефарж; тъмно, мрачно униние потиска д-р Манет; неговото заляване и пленничеството са обвити в тъмнина; недвижимото имущество на маркиза е изгорено в мракът на нощта; Джери Крънчър осквернява гробове в тъмнината; вторият арест на Шарл се случва през нощта. И Луси и г-н Лори чувствата тъмната заплаха, която е г-жа Дефарж. „Тази ужасна жена изглежда хвърля сянка върху мен“, отбелязва Луси. Въпреки че г-н Лори се опитва да я утеши, „сянката на тези Дефарж беше легнала и в неговото сърце“. Г-жа Дефарж е „като сянка върху бял път“, където снегът символизира чистотата, а сянката на г-жа Дефарж – покварата. Дикенс също така сравнява тъмния цвят на кръвта с чистия бял сняг: кръвта поема сянката на престъпленията на тези, които са я пролели.

### Социална справедливост
С разпространението на престъпността, палачът в Англия „сковаваше дълги редици от различни престъпници, бесеше в събота заловения във вторник крадец, жигосваше дузини ръце в Нюгейт, изгаряше брошури пред входа на Уестминстър Хол, днес отнемаше живота на свиреп убиец, а утре – на окаян джебчия, откраднал шест пенса от някое селянче. Във Франция, на един младеж са му отрязани ръцете, езикът изтръгнат с клещи, а тялото изгорено живо, задето не коленичил в дъжда да почете някакво шествие от мръсни монаси, които минавали на петдесетина метра от него. В пищната резиденция на Монсеньор, ние откриваме „нагли духовници, земни по най-лошия земен начин, с похотливи очи, разпуснати езици и още по-разпуснат живот ... Армейски офицери без никакви военни познания ... [и] Лекари, натрупали състояния от фини лекарства, които бяха изобретили за несъществуващи болести, се усмихваха на високопоставените си пациенти.“. (Този инцидент е белетристична измислица, но е базиран на реална случка, свързана с известния памфлет на Волтер An Account of the Death of the Chevalier de la Barre.)
Дикенс е особено раздразнен от бруталността на английското право, като той описва някои от неговите наказания със сарказъм: „позорният стълб, друга скъпа стара институция, изключително хуманизираща и размекваща, за да бъде гледана в действие“. Той критикува закона, заради това че иска да се реформира: „Каквото е, е право“ е максимата на стария Бейли. Ужасното изобразяване на обесен и разчленен на четири човек подчертава неговата жестокост.
Дикенс иска читателите да бъдат внимателни, че революция, подобна на тази, която разруши толкова Франция, няма да се случи във Великобритания, която (поне в началото на книгата) е показана като почти толкова несправедлива, колкото Франция. Но неговото предупреждение е отправено не към британската нисша класа, а към аристокрацията. Той неколкократно използва метафората за сеитбата и за жътвата; ако аристокрацията продължава да сее семаната на революцията, като се държи несправедливо, тя може да е сигурна, че в един момент тя ще жъне тази революция. Нисшите класи нямат никакво място в тази метафора: те просто реагират на отношението на аристокрацията. В този смисъл може да се каже, че докато Дикенс симпатизира на бедните, той се идентифицира с богатите: те са публиката на книгата, неговото „нас“, а не неговата „те“. „Потъпчете човечността още веднъж, със същите чувства, и тя ще се изкриви в същите измъчени форми. Посейте същото семе на алчна разюзданост и подтисничество още веднъж и то положително ще даде същия плод“.